# یرواند زاخاریان
یرواند زاخاریان (ارمنی: Երվանդ Զախարյան؛ زادهٔ ۱۴ مهٔ ۱۹۴۶) سیاست‌مدار اهل ارمنستان است که از سال ۱۹۹۸ تا ۲۰۰۰ در سه دولت آرمن داربینیان، دولت وازگن سارگسیان و دولت آرام سارگسیان سمت وزیر ترابری ارمنستان، از تاریخ ۸ ژانویه ۲۰۰۱ تا ۶ ژوئیه ۲۰۰۱ در دولت آندرانیک مارگاریان سمت وزیر ترابری و ارتباطات ارمنستان و از تاریخ ۳۰ آوریل ۲۰۱۴ تا تاریخ ۲۹ فوریه ۲۰۱۶ در دولت هوویک آبراهامیان سمت وزیر انرژی و منابع طبیعی جمهوری ارمنستان را برعهده داشت. زاخاریان همچنین ۸مین شهردار ایروان از زمان استقلال این کشور بوده‌است.

## زندگی‌نامه
در ۱۴ مهٔ ۱۹۴۶ در شهرستان شمکیر به دنیا آمد . سایات زاخاریان برادر بزرگتر وی می‌باشد. وی همچنین برنده نشان آنانیا شیراکاتسی شده‌است